# Girly
Girlyは、YUKIによる著書のシリーズ。ソニー・マガジンズから出版された。

## 概要
1997年にシリーズのうちの「YUKI Girly★Rock」が発売される。YUKIにとって初の単行本でベストセラーとなった。YUKIの半生と、素顔が見られる写真が収録されていた。
2000年には「YUKI Girly★Rock」の続編である『YUKI GIRLY★FOLK』が発売される。JUDY AND MARYのデビューから活動休止してから再始動までの話などが書かれている。30万部の売上を記録した。
2008年にはGirlyシリーズのうちの2冊が携帯電話の電子書籍となって配信される。
2012年には、これまでに発売されたシリーズの6冊をまとめたボックスセットが発売される。このセットには、書き下ろしのあとがきや最新スナップや未収録のコンテンツも含まれている。
写真は大森克己によって撮影されていた。大森は『Girly★Rock』はロンドンで1日で撮影して、スタイリストもヘアメイクも無く全てがYUKIの自前であったと語る。『Girly★Rock』から20年以上が経った時点でも、YUKIの野蛮さと知性のバランスは最高で撮っていていつも刺激的であると語る。

## シリーズ
- 『Girly★Rock』 生い立ちなどを写真集と共に収める[5]
- 『GIRLY★FOLK』 生い立ちなどを写真集と共に収める[5]
- 『GIRLY★WAVE』 生い立ちなどを写真集と共に収める[5]
- 『Girly★Swing』 エッセイやイラストなどを収録[5]
- 『GIRLY★BOOGIE』 エッセイやイラストなどを収録[5]
- 『GIRLY★TREE』 エッセイやイラストなどを収録[5]